# 波浮港村
波浮港村（はぶみなとむら）とは、東京都大島支庁管内にかつて存在した村である。現在の大島町波浮港。

## 地理
- 現在の大島町の南東部に位置する。
- 村域のほとんどは山がちな地形である。
- 村は太平洋に面している。

## 歴史

### 沿革
- 1908年（明治41年）4月1日 - 伊豆大島への島嶼町村制の施行に伴い、波浮港村が単独で村制施行し波浮港村が発足。
- 1940年（昭和15年）4月1日 - 伊豆諸島の島嶼町村制が普通町村制に移行。
- 1955年（昭和30年）4月1日 - 元村、岡田村、泉津村、野増村、差木地村との合併により大島町が発足。同日波浮港村廃止。

変遷表
| 1908年 以前 | 1908年 以前 | 明治41年 4月1日 | 昭和30年 4月1日 | 現在   |
| ----------- | ----------- | --------------- | --------------- | ------ |
|             | 波浮港村    | 波浮港村        | 大島町          | 大島町 |

## 交通

### 港湾
- 波浮港 - 9世紀の火口跡で江戸時代末期に秋廣平六により整備された港。かつては利島行の連絡船が出ていたが、現在は漁港。円形を描く入江が美しい。また、港の集落には大正時代に立てられた木造三階建の建造物が残っている。新民謡「波浮の港」で有名。